# ارین دوهرتی
ارین ریچل دوهرتی (زاده ۱۶ ژوئیه ۱۹۹۲) بازیگر بریتانیایی است که نقش شاهدخت آن را در فصل سوم و چهارم سریال تاج (۲۰۱۹–۲۰۲۰) شبکه نتفلیکس، بکی در درام بی‌بی‌سی / آمازون پرایم کلوئی (۲۰۲۲) و کلر در Reawakening (202) را بازی کرده است، او در مجموعه تلویزیونی نوجوانی نیز به ایفای نقش پرداخته است.

## دوران اولیه زندگی و تحصیل
ارین راشل دوهرتی از میراث ایرلندی و از کراولی، غرب ساسکس است. والدین دوهرتی در چهار سالگی او از هم جدا شدند. او مدت کوتاهی پس از آن با خواهر بزرگترش گریس، بازیگری را در کلاس‌های نمایشنامه یکشنبه آغاز کرد.
دوهرتی در مدرسه Hazelwick تحصیل کرد. دوهرتی که یک فوتبالیست با استعداد بود، در خط میانی و کاپیتان زنبورهای کرالی بازی کرد، او توسط تیم زنان چلسی شناسایی شد. او به سنی رسید که باید «متعهد» به فوتبال یا بازیگری شود و دومی را انتخاب کرد.